# جيسي كرين
جيسي كرين (بالإنجليزية: Jesse Crain)‏ هو لاعب كرة قاعدة أمريكي، ولد في 5 يوليو 1981 في تورونتو في كندا.

## وصلات خارجية
- الموقع الرسمي
- جيسي كرين على موقع دوري كرة القاعدة الرئيسي (الإنجليزية)
- جيسي كرين على موقعبيزبول رفرنس.كوم (الدوري الرئيسي) (الإنجليزية)
- جيسي كرين على موقعبيزبول رفرنس.كوم (الدوري الثانوي) (الإنجليزية)
- جيسي كرين على موقع إي إس بي إن.كوم (أم.أل.بي) (الإنجليزية)
- جيسي كرين على موقع مشجعي الرسوم البيانية (الإنجليزية)